# Ergasilus luciopercarum
Ergasilus luciopercarum är en kräftdjursart som beskrevs av Henderson 1926. Ergasilus luciopercarum ingår i släktet Ergasilus och familjen Ergasilidae. Inga underarter finns listade i Catalogue of Life.